# 桑琼德拉里韦拉
桑琼德拉里韦拉，是西班牙卡斯蒂利亚-莱昂萨拉曼卡省的一个市镇。 总面积29平方公里，总人口115人（2001年），人口密度4人/平方公里。